# Championnat de Polynésie française de football 2010-2011
Navigation
Saison précédente Saison suivante
La saison 2010-2011 du Championnat de Polynésie française de football est la soixante-quatrième édition du championnat de première division en Polynésie française. Les dix meilleurs clubs de Polynésie sont regroupés au sein d'une poule unique, la Ligue Mana, où ils s'affrontent deux fois au cours de la saison. Les six premiers jouent une deuxième phase pour déterminer le champion tandis que les quatre derniers doivent disputer une poule de promotion-relégation face aux clubs de Division 2.
C'est l’AS Tefana, tenant du titre, qui est à nouveau sacré champion de Polynésie cette saison après avoir terminé en tête du classement final avec dix points d’avance sur l'AS Dragon et l'AS Tamarii Faa'a. C'est le troisième titre de champion de Polynésie française de l’histoire du club, qui réussit même le doublé en s'imposant en finale de la Coupe de Polynésie française face à l'AS Dragons.

## Qualifications continentales
Le club champion de Polynésie française obtient son billet pour la Ligue des champions de l'OFC 2011-2012.

## Les clubs participants
| - AS Pirae - AS Tefana - AS Vénus - AS Dragon - AS Vaiete | - AS Vairao - Promu de D2 - AS Central Sport - Promu de D2 - AS Manu-Ura - AS Tamarii Faa'a - AS Excelsior - Promu de D2 |

## Compétition

### Première phase
Le barème utilisé pour établir le classement est le suivant :
- Victoire : 4 points
- Match nul : 2 points
- Défaite : 1 point

| Rang | Équipe                | Pts | J  | G  | N | P  | Bp | Bc | Diff |
| ---- | --------------------- | --- | -- | -- | - | -- | -- | -- | ---- |
| 1    | AS TefanaT +2         | 67  | 18 | 15 | 2 | 1  | 52 | 15 | +37  |
| 2    | AS Manu-Ura +2        | 62  | 18 | 14 | 0 | 4  | 41 | 19 | +22  |
| 3    | AS Tamari Faa'a +2    | 56  | 18 | 11 | 3 | 4  | 45 | 29 | +16  |
| 4    | AS Dragon +2          | 55  | 18 | 11 | 2 | 5  | 45 | 20 | +25  |
| 5    | AS Vénus +2           | 46  | 18 | 7  | 5 | 6  | 23 | 24 | -1   |
| 6    | AS Vaiete +2          | 43  | 18 | 7  | 2 | 9  | 26 | 31 | -5   |
| 7    | AS Central SportsP +2 | 42  | 18 | 7  | 1 | 10 | 29 | 36 | -7   |
| 8    | AS Pirae +2           | 36  | 18 | 4  | 4 | 10 | 28 | 47 | -19  |
| 9    | AS VairaoP +2         | 28  | 18 | 2  | 2 | 14 | 22 | 52 | -30  |
| 10   | AS ExcelsiorP +4      | 25  | 18 | 0  | 3 | 15 | 11 | 49 | -38  |

|  | Qualification pour la deuxième phase                 |
|  | Participation à la poule de promotion-relégation     |
|  | T : Tenant du titre P : Promu de division inférieure |

- Pour avoir respecté certaines obligations concernant les entraîneurs et les arbitres, toutes les équipes obtiennent un bonus de deux points, sauf l'AS Excelsior qui obtient quatre points de bonification.

### Deuxième phase

#### Poule pour le titre
Les six premiers du classement et le champion de Moorea, l’AS Temanava, s’affrontent à nouveau deux fois pour déterminer le champion. L'AS Tefana démarre la deuxième phase avec un bonus de deux points après avoir terminé en tête de la première phase.
| Rang | Équipe           | Pts | J  | G | N | P  | Bp | Bc | Diff |
| ---- | ---------------- | --- | -- | - | - | -- | -- | -- | ---- |
| 1    | AS Tefana'T'C +2 | 42  | 12 | 9 | 2 | 1  | 26 | 9  | +17  |
| 2    | AS Dragon        | 33  | 12 | 6 | 3 | 3  | 20 | 14 | +6   |
| 3    | AS Tamarii Faa'a | 33  | 12 | 6 | 3 | 3  | 29 | 18 | +11  |
| 4    | AS Manu-Ura      | 31  | 12 | 5 | 4 | 3  | 20 | 11 | +9   |
| 5    | AS Vaiete        | 24  | 12 | 2 | 6 | 4  | 21 | 26 | -5   |
| 6    | AS Temanava      | 20  | 12 | 1 | 5 | 6  | 10 | 24 | -14  |
| 7    | AS Vénus         | 16  | 12 | 1 | 1 | 10 | 9  | 33 | -24  |

|  | Qualification pour la Ligue des champions de l'OFC 2011-2012         |
|  | T : Tenant du titre C : Vainqueur de la Coupe de Polynésie française |

## Bilan de la saison
| Championnat de Polynésie française de football 2010-2011 |                      |
| Champion                                                 | AS Tefana (3e titre) |
| Coupes et trophées                                       |                      |
| Vainqueur de la Coupe de Polynésie française 2010-2011   | AS Tefana            |
| Qualifications continentales                             |                      |
| Ligue des champions de l'OFC 2011-2012                   | AS Tefana            |
| Promotions et relégations                                |                      |
| Promus en Ligue Mana                                     | AS Roniu             |
| Promus en Ligue Mana                                     | AS Tamarii Punaruu   |
| Relégués en Division 2                                   | AS Excelsior         |
| Relégués en Division 2                                   | AS Vairao            |